# سروش پروداکشن
سروش پروداکشن (انگلیسی: Suresh Productions) شرکت فیلم‌سازی هندی است، که در سال ۱۹۵۶ توسط داگوباتی ونکاتش و رانا داگوباتی تأسیس شد.